# Jean-Marie Londeix
Jean-Marie Londeix (ur. 20 września 1932 w Libourne, zm. 3 marca 2025) – francuski saksofonista. Założyciel Francuskiego Stowarzyszenia Saksofonistów oraz Międzynarodowego Komitetu Saksofonowego.
W swoim rodzinnym mieście pobierał pierwsze nauki gry na saksofonie i fortepianie oraz poznawał zasady harmonii i muzyki kameralnej. Londeix, kiedy miał 15 lat, wygrał prestiżowy międzynarodowy konkurs saksofonowy.
Jean-Marie Londeix studiował grę na saksofonie u legendarnego Marcela Mule w Konserwatorium Paryskim. Uczył się także u Fernanda Oubradous'a i Norberta Dufourcq'a. Następnie pracował przez 18 lat jako nauczyciel saksofonu w Konserwatorium w Dijon. Odszedł z Konserwatorium w Bordeaux w 2001 roku.
Ponad 100 urozmaiconych kompozycji na saksofon zostało napisanych specjalnie dla niego.